# خوزه ونانسیو لوپز هیرو
خوزه ونانسیو لوپز هیرو (انگلیسی: José Venancio López Hierro؛ زادهٔ ۲۷ ژوئن ۱۹۶۴) بازیکن فوتسال اهل اسپانیا است. که هم‌اکنون سرمربی تیم ملی فوتسال اسپانیا است.